# OZAKI FILM ALIVE AT ARIAKE COLOSSEUM IN 1987 THE TWENTY-FIRST SUMMER
『OZAKI FILM ALIVE AT ARIAKE COLOSSEUM IN 1987 THE TWENTY-FIRST SUMMER』（オザキ フィルム アライブ アット アリアケ コロシアム イン フィフティーナインエイトセブン ザ トゥウェンティ-ファースト サマー）は、日本のミュージシャン、シンガーソングライターである尾崎豊のライブ・ビデオ。監督は佐藤輝。
2006年4月19日にソニー・ミュージックレコーズよりDVDでリリースされた。

## 解説
1987年7月1日に茨城県水戸市の茨城県民文化センターで開始した尾崎のライブツアー「TREES LINING A STREET TOUR」の1987年8月に有明コロシアムで行われた公演から構成されている。
今アルバムのライブ映像はNHK-BS2で1999年（平成11年）12月9日に放送された「21歳の夏」の映像に未公開であった6曲を追加した16曲が収録されている。

## 収録曲
全曲、作詞・作曲：尾崎豊
1. 「LIFE」
2. 「Driving All Night」
3. 「Bow!」
4. 「失くした1/2」 - ALTERNATIVE
5. 「Forget-me-not」
6. 「I LOVE YOU」
7. 「15の夜」-THE NIGHT
8. 「路上のルール」 - RULES ON THE STREET
9. 「存在」 - EXISTENCE
10. 「Scrambling Rock'n'Roll」
11. 「街路樹」 - TREES LINING A STREET

- アンコール

1. 「・ISM」
途中でマイクトラブルがあり、ピアノの樫原伸彦のマイクを代用している。
2. 「Freeze Moon」
3. 「卒業」 - GRADUATION
4. 「シェリー」- Shelly　BSで放送されたのにはチカチカは無い。
5. 「僕が僕であるために」- MY SONG

### 未収録曲
当日のセットリストに含まれた曲のうち、5曲が未収録となった。未収録曲のうち、「誰かのクラクション」、「核 (CORE)」は2005年（平成17年）4月23日に放送された「尾崎豊に会える日」で放送された。

## 参加ミュージシャン
『Yutaka Ozaki & Heart Of Klaxon』
- 尾崎豊 - ボーカル、ギター、ピアノ、ブルースハープ
- 江口正祥 - ギター
- 甲斐完司 - ギター
- 樫原伸彦 - キーボード
- 勝又隆一 - キーボード
- 入江“タロー”直之 - ベース
- 西尾純之介 - パーカッション
- 伊藤真視 - ドラムス
- 阿部剛 - サクソフォン、フルート